# Sarnoff Mountains
Sarnoff Mountains är ett berg i Antarktis. Det ligger i Västantarktis. Inget land gör anspråk på området. Toppen på Sarnoff Mountains är 587 meter över havet, eller 79 meter över den omgivande terrängen. Bredden vid basen är 1,2 km.
Terrängen runt Sarnoff Mountains är kuperad åt sydväst, men åt nordost är den platt. Trakten är obefolkad. Det finns inga samhällen i närheten. 